# Amber O'Neal
Kimberly Dawn Davis, meglio conosciuta con il ring name Amber O'Neal (Ahoskie, 22 giugno 1974), è una wrestler statunitense, nota per i suoi trascorsi nella Total Nonstop Action tra il 2006 e il 2009.

## Vita privata
Dal 2014 al 2017 è stata sposata con il collega Luke Gallows.

## Nel wrestling

### Mosse finali
- Amber Alert (German suplex)
- Hollyburry (Rear naked choke)

### Soprannomi
- The Bullet Babe

### Manager
- Krissy Vaine
- Savannah

### Musiche d'ingresso
- Hollaback Girl di Gwen Stefani (2004–2005; 2008–2009)
- Material Girl di Madonna (2005–2008; 2009–presente)

## Titoli e riconoscimenti
- Carolina Championship Wrestling
  - CCW Women's Championship (1)
- Carolina Wrestling Federation
  - CWF Women's Championship (1)
- Global Championship Wrestling
  - GCW Women's Championship (1)
- North American Championship Wrestling
  - NACW Women's Championship (1)
- National Wrestling Alliance (NWA)
  - NWA World Women's Championship (1)
  - NWA Charlotte Women's Championship (1)
- Pro Wrestling Illustrated
  - 27ª tra le 50 migliori wrestler femminili nella PWI Female 50 (2009)
- Women's Extreme Wrestling
  - WEW Tag Team Championship (2) - con Krissy Vaine e Lollipop
- Women of Wrestling
  - WOW Tag Team Championship (1) - Santana Garrett